# أسكتة
الأَسْكُتَة هي ربطة عنق ذات أجنحة مدببة عريضة، تُصنع تقليدياً من حرير منقوش ذو لون رمادي باهت.